# Marjan Stare
Marjan Stare, slovenski besedilopisec, pesnik, slikar, novinar, igralec in režiser, * 7. maj 1932, Koroška Bela, † 3. oktober 1996, Ljubljana.
Marjan Stare je bil eden najplodovitejših slovenskih besedilopiscev. Napisal je več kot tisoč besedil za veliko različnih ustvarjalcev. Med drugim je ustvaril besedila za Ansambel bratov Avsenik (»Slovenija, od kod lepote tvoje«, »Planica, Planica«, »Prijatelji, ostanimo prijatelji«, »Lepo je biti muzikant«, ...), Ansambel Lojzeta Slaka (»Ej, prijatelj«, »Good bye, Amerika«, ...) in Ansambel Beneški fantje (»Rdeči cvet«). Udejstvoval se je tudi kot novinar, pesnik, slikar, igralec in režiser.

## Življenje
Marjan Stare se je rodil 7. maja 1932 na Koroški Beli. Še istega leta se je družina preselila v lastno hišo in je tako odraščal na Borovljah. V mladosti so ga klicali Planinškov Marjanček. Imel je dve leti starejšega brata Branka, s katerim sta pela v javorniškem otroškem pevskem zboru Gorenjski slavček.
Po jeseniški gimnaziji se je želel vpisati na študij igralstva, vendar je na koncu pristal na slavistiki. Svojo željo po igranju je uresničil kot igralec in režiser v jeseniškem Gledališču Toneta Čufarja. Tam je igrala tudi njegova žena Vera. V 50-ih letih 20. stoletja je kar 501-krat nastopil v 49-ih različnih vlogah, devetkrat je bil tudi režiser. Poklicno je najprej tri leta učil na jeseniški gimnaziji in delal v knjižnici Železarne Jesenice, od leta 1960 pa je delal na TV Slovenija. Več kot 30 let je bil urednik za narodnozabavno glasbo in je veliko prispeval k njeni uveljavitvi na nacionalni televiziji. Delal je kot redaktor, urednik in scenarist. Pojavljal se je tudi na Radiu Ljubljana kot napovedovalec, humorist in igralec zabavnih vložkov. Na radio ga je pripeljala glasbena urednica Marjanca Vojnovič, s katero sta se spoznala na odru jeseniškega gledališča.
Udejstvoval se je tudi kot slikar, med drugim je naslikal Bled in Premanturo. Kot novinar je urejal svojo rubriko v Nedeljskem dnevniku.
Deloval je tudi kot napovedovalec in besedilopisec, začel je pri Ansamblu bratov Avsenik, ki jih je spoznal preko Franca Koširja, s katerim sta bila soseda. Najbolj poznane skladbe z njegovim besedilom so »Slovenija, od kod lepote tvoje«, »Planica, Planica«, »Prijatelji, ostanimo prijatelji«, »Lepo je biti muzikant« in mnoge druge. Pozneje je začel pisati tudi za druge ansamble, med njimi tudi za Ansambel Lojzeta Slaka, Ansambel Beneški fantje, Ansambel Borisa Franka, Ansambel Alpski kvintet, Ivanko Kraševec, Lada Leskovarja, Majdo Sepe, Alfija Nipiča in mnoge druge. Najraje je pisal na glasbo, saj mu je ta povedala vse. Pomemben se mu je zdel tudi stik z glasbenikom, ki je imel ponavadi zelo dober pogled v svet, na besedila pa se je razumel slabše.
Za svoje delo na področju besedil je prejel več nagrad, kot prvi je prejel nagrado dr. Ferryja Souvana. Prejel je tudi nagrado za najboljše besedilo na prvem festivalu narodnozabavne glasbe Vurberk. Pozneje so po njem v Društvu pesnikov slovenske glasbe poimenovali nagrado, ki so jo podeljevali dolgoletnim kakovostnim besedilopiscem na festivalu narodnozabavne glasbe na Ptuju.
Od mladih let sta bila njegova dobra prijatelja slikar Jaka Torkar in pisatelj Zdravko Slamnik, ki je ustvarjal kot Pavle Zidar. Zaradi bolezni so ga invalidsko upokojili. Zadnja leta je preživel večinoma osamljen. Umrl je 3. oktobra 1996 v Ljubljani.

## Besedila

### Ansambel Borisa Franka z Zadovoljnimi Kranjci
- Breze se sklanjajo
- Davi sem sanjal
- Jutro
- Ne še domov
- Pridi spomladi
- V maju je lepo
- Za en groš sreče

### Ansambel bratov Avsenik
- Če te Gorenjc povabi
- Čevapčiči in ražnjiči in dobra kapljica
- Franc vseved
- Gremo na Pokljuko
- Hojladri, hojladra
- Jaz pa pojdem k ljub'ci v vas
- Jurčki in lisičke
- Ko lovec je na štoru spal
- Komedijanti prihajajo
- Le kdo ve
- Lepo je biti muzikant
- Lisička in Marička
- Mi ga spet žingamo
- Mi ne gremo na drug planet
- Moj hobi
- Moj lovec
- Na podstrešju
- Na vrtu mojega očeta
- Na zdravje vsem
- Ne maraj za težave
- Ne sveti zvezda v noč svetleje
- Nikar domov
- Odmev s Triglava
- Pesem o divjem petelinu
- Pijem rad in dobro jem
- Planica, Planica
- Pod zvezdnatim nebom
- Pozdrav Selški dolini
- Prav fletno se imamo
- Prelepa zelena Begunjščica
- Prelepi gorenjski svet
- Pri nas doma
- Prijatelji, ostanimo prijatelji
- S pesmijo našo
- Samo enkrat imaš petdeset let
- Sanjam o domovini
- Sinje morje, bela jadra
- Slovenija, od kod lepote tvoje
- Sončna Brda
- Sončni dan
- Stol je najvišji vrh
- Takih ni nikjer ljudi
- V gozdni samoti
- V kraljestvu Zlatoroga
- V Mozirskem gaju
- V mraku pred nočjo hitim
- Vesele urice
- Vsak zase naj se briga
- Z gora prek jezerov do morja
- Z marelo naokrog
- Z vami trideset let
- Za tvoj rojstni dan
- Zakaj me ne maraš
- Zakonske težave
- Zapuščena domačija

### Ansambel Henček
- Če na vasi je ples
- Četrtkov večer
- Domača vas
- Jerica
- Jutri pa
- Kadar grem prek njiv
- Ko trav'ca se kosi
- Materin praznik
- Mlin na Krki
- Na Gorenjsko
- Pod Gorjanci
- Pod oknom
- Stari meh
- Še enkrat te vprašam
- V nedeljo
- V tujino
- Z Dolenjske na Gorenjsko

### Ansambel Lojzeta Slaka
- Dan je pust
- Deset veselih let
- Dvajset let veselja
- Ej, prijatelj
- Ej, skušnjave
- En dva tri
- Gasilska
- Good bye, Amerika
- Krka sanjava
- Mamici
- Med brajdami
- Na Koroško
- Naš Francelj
- Pod Poncami
- Pouštertanc
- Pozdrav z Dolenjske
- Se bom narihtova
- Sem čeveljce rosil
- Stari znanci

### Ansambel Maksa Kumra
- Ko polja še spijo
- Mlada leta
- Na vaškem sejmu
- Pojdi z menoj
- Prošnja
- Tam za goro zvezda sveti

### Ansambel Vilija Petriča
- Fantovščina
- Iz hriba v hrib
- Kaj ti dam
- Povejte, zvezde, mi
- Tam za vasjo

### Drugi
- Alfi Nipič in Neca Falk - Vabim te, ljubim te
- Ansambel Alpski kvintet - Mladi lovec, Na Brezjah že zvon zvon, V Bohinj rad zahajam
- Ansambel Beneški fantje - Pojdem v Benečijo, Rdeči cvet
- Ansambel Braneta Klavžarja - Spomni se name
- Ansambel Dobri znanci - Narcise
- Ansambel Fantje treh dolin - Jutro v gorah, Štiriperesna deteljica
- Ansambel Gorenjci - Vem za deželo
- Ansambel Marela - Iz Bleda v Bohinj, V slovenski svet
- Ansambel Vrisk - Kadar jablane zacveto
- Bratje iz Oplotnice - Nič ne de
- Ivanka Kraševec - Prodajalka vijolic
- Katja Levstik - Kako naj ti povem, Tvoja slika
- Marjana Deržaj - Pojdiva v gore
- Oto Pestner - Spominčice
- Stane Mancini - Namesto pisma